# Józef Lewandowski (urzędnik)
Józef Lewandowski, ps. Podkowa (ur. 25 stycznia 1897 w Kilonii) – polski działacz niepodległościowy, żołnierz i urzędnik.

## Życiorys
Urodził się 25 stycznia 1897 w Kilonii, w ówczesnym Królestwie Prus, w rodzinie Józefa i Marii z Bednarowskich.
24 sierpnia 1914 wstąpił do Legionów Polskich. Służył jako sekcyjny w 3 kompanii I baonu 3 pułk piechoty, a w 1917 w Oddziale Sztabowym 3 pp. 28 marca 1917 został wymieniony we wniosku o odznaczenie austriackim Krzyżem Wojskowym Karola. Następnie służył w Polskim Korpusie Posiłkowym, a po połączeniu II Brygady Legionów Polskich z II Korpusem Polskim w Rosji – w plutonie sanitarnym II batalionu 15 pułku strzelców polskich, w stopniu plutonowego. Wyróźnił się 11 maja 1918 w bitwie pod Kaniowem. Za ten czyn został 25 lipca 1921 przedstawiony do odznaczenia Orderem Virtuti Militari. 
Zdemobilizowany z wojska w stopniu sierżanta sztabowego, zamieszkał w Warszawie przy ul. Solec 69 m. 45. W latach 30. XX w. mieszkał w Jabłonnie przy Szosie Warszawskiej 10.

## Ordery i odznaczenia
- Krzyż Niepodległości – 3 maja 1932 „za pracę w dziele odzyskania niepodległości”[6][1][7]
- Krzyż Walecznych po raz pierwszy „w zamian za Krzyż Kaniowski”[8]
- Krzyż Walecznych po raz pierwszy, drugi i trzeci „za czyny orężne w bojach b. 3 pp b. Leg. Pol.”[9]